# Waleri Wladimirowitsch Rosow

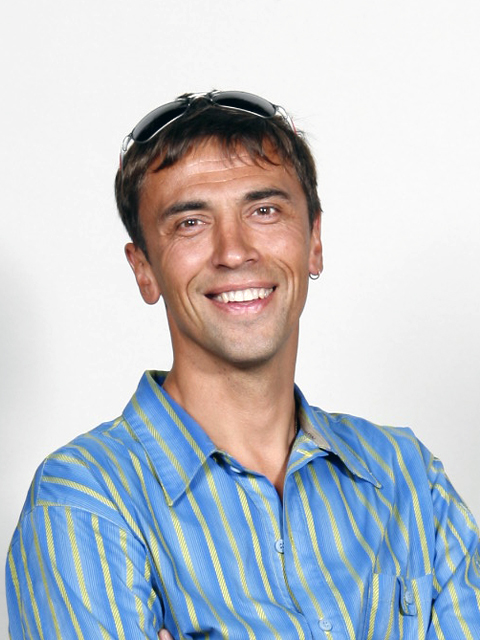
Waleri Rosow (2007)

Waleri Wladimirowitsch Rosow (russisch Валерий Владимирович Розов; * 26. Dezember 1964 in Gorki; † 11. November 2017 an der Ama Dablam) war ein russischer Basejumper.
Am 5. Mai 2013 sprang er im Himalaya mit einem Wingsuit auf einer Höhe von 7220 m vom Changtse und landete auf dem Rongpu-Gletscher. Diesen von ihm aufgestellten Rekord brach er am 5. Oktober 2016 mit einem Sprung aus 7700 m Höhe vom Cho Oyu in Tibet/Nepal.
Rosow sprang 2015 nach Besteigung des Kilimandscharo (5895 m, höchster Punkt Afrikas) erfolgreich von der Western Breach Wall (5460 m). Dies war der erste erfolgreiche Basejump vom Kilimandscharo überhaupt.
Am 11. November 2017 sprang Rosow, der von den höchsten Bergen aller sieben Kontinente mit seinem Fallschirm starten wollte, vom 6812 Meter hohen Berg Ama Dablam in den Tod. Die Ursache für das Unglück blieb unklar.
Er hinterließ Frau und Söhne.